# Ferdinand von Lindemann
Ferdinand von Lindemann   (Hannover, 12 d'abril de 1852 - Múnic, 6 de març de 1939) fou un matemàtic hannoverià, conegut per la demostració que el nombre π és un nombre transcendent, és a dir, que no és zero de cap polinomi amb coeficients racionals.

## Biografia
Lindemann va néixer el 12 d'abril de 1852 a Hannover, capital del Regne de Hannover. El seu pare, Ferdinand Lindemann, ensenyava Llengües Modernes al Gymnasium (escola per a estudiant excel·lents) de Hannover. La seva mare, Emilie Crusius, era la filla del director. La família es va mudar a Schwerin, on el jove Ferdinand va acudir a l'escola. Va estudiar matemàtiques en Göttingen, Erlangen, i Múnic.
En 1873, supervisat per Felix Klein, va obtenir el títol de Doctor, i per això, en 1877, va obtenir la plaça de professor a la Universitat de Friburg. La seva tesi va versar sobre geometria no euclidiana, i es va titular Über unendlich kleine Bewegungen und über Kraftsysteme bei allgemeiner projektivischer Massbestimmung.
Entre els anys 1883 i 1893 va ser professor en Königsberg. Se sap també que a les seves classes van assistir alumnes tan prestigiosos com David Hilbert i Hermann Minkowski.
Morí el 6 de març de 1939 a Múnic (Baviera).

## Prova de transcendència deπ{\displaystyle \pi }
En 1882, va publicar el resultat pel qual és més conegut, la transcendència de {\displaystyle \pi }. Els seus mètodes són semblants als que, nou anys abans, van permetre a Charles Hermite demostrar que el nombre e, la base dels logaritmes naturals, és transcendent. Anteriorment a la publicació de la demostració de Lindemann, se sabia que si {\displaystyle \pi } era transcendent, llavors el clàssic problema grec de la quadratura del cercle no podia ser resolt. Aquesta demostració va ser el camí per la formulació del teorema de Lindemann-Weierstrass.

## Altres
Durant la seva etapa de professor a Königsberg, va ser el supervisor de la tesi doctoral de David Hilbert.